# San Nicolò di Comelico
San Nicolò di Comelico es una localidad y comune italiana de la provincia de Belluno, región de Véneto, con 405 habitantes.

## Evolución demográfica
| Gráfica de evolución demográfica de San Nicolò di Comelico entre 1861 y 2001 |
|                                                                              |
| Fuente ISTAT - elaboración gráfica de Wikipedia                              |